# Eriophyllum lanatum
Eriophyllum lanatum, en anglès: Common Woolly Sunflower o Oregon Sunshine, és una planta perenne asteràcia, amb les fulles cobertes de pilositat cotonosa, que fa de 30 a 60 cm d'alt.
És planta nativa d'Amèrica que creix en llocs secs i oberts a menys de 3.000 m d'altitud.
Les flors són en capítols grocs que semblen les del gira-sol. Floreix de maig a agost.